# A tonica velarizzata
La A tonica velarizzata è una caratteristica fonetica di alcune varianti della lingua piemontese. Si tratta di un'evoluzione della A tonica (accentata) che tranne qualche eccezione si tramuta in un fonema simile alla Ò piemontese, che corrisponde alla O aperta in Italiano. Questa evoluzione non è sempre completa e in alcuni casi si può trattare di una Ò netta mentre in altri la differenza tra la A velarizzata e una Ò rimane poca chiara. In qualsiasi caso si deve tenere presente che le variazioni locali di questo fenomeno possono essere quasi infinite.

## Diffusione
ll fenomeno possiede un continum geografico che passa sulla cresta sulla appennini, dalle Langhe all'alto Monferrato e comprendendo le valli delle Alpi marittime, il Monregalese, il Cebano, e la valle delle due Bormide, si riscontra anche ad Alessandria, nel basso Monferrato (fino a Trino). Geoffrey Hull l'ha trovato anche nel Canavese, nel Novarese e nel Meneghino. 

## Grafia
Se la si volesse indicare in grafia piemontese, la regola ufficiale indica di utilizzare la lettera Ä. Il vocabolario Rastlèire 'd Langa e Roè, diversamente la indica come Á
Tuttavia essendo solo una particolarità di pronuncia, non è necessario scriverla per forza, restando più che altro una caratteristica linguistica della persona che la pronuncia e non una modifica della parola stessa. Vi sono delle regole ortografiche particolare che indicano quando velarizzare la A. 
Qualche autore ha cominciato ad indicare la velarizzazione con una forma grafica in modo da dare una valorizzazione linguistica, che aiuta ai lettori ad inquadrare un'ambientazione sociale o geografico.

## Eccezioni
La A tonica solitamente non si presenta quando è posta davanti a
- N (come in can)
- R (come in ara)

## Percezione sociale
In passato nello stato sabaudo era considerato come marca basiletale, ed era condannato come parlata rustica, da contadino. Oggi l'opinione prevalente e che si tratti di una qualità territoriale da preservare, come tutte le altre. 